# Three (album)
Three – trzeci album studyjny brytyjskiej grupy Sugababes wydany w 2003 roku.

## Lista utworów
1. "Hole in the Head" – 3:38
2. "Whatever Makes You Happy" – 3:16
3. "Caught in a Moment" – 4:18
4. "Situation's Heavy" – 4:11
5. "Milion DIfferent Ways" – 4:24
6. "Twisted" – 3:04 (utwór dodatkowy)
7. "We Could Have It All" – 3:38
8. "Conversation's Over" – 4:06
9. "In the Middle" – 3:55
10. "Too Lost in You" – 3:56
11. "Buster" – 4:14 (utwór dodatkowy)
12. "Sometimes" – 4:24
13. "Nasty Ghetto" – 4:17
14. "Maya" – 4:43

## Single
| Rok  | Data wydania    | Okładka | Singel               | Album | Pozycje         | Pozycje  | Pozycje | Pozycje         | Pozycje |
| Rok  | Data wydania    | Okładka | Singel               | Album | Wielka Brytania | Irlandia | Polska  | Unia Europejska |         |
| ---- | --------------- | ------- | -------------------- | ----- | --------------- | -------- | ------- | --------------- | ------- |
| 2003 | 13 października |         | "Hole in the Head"   | Three | 1               | 2        | 1       | 3               |         |
| 2003 | 15 grudnia      |         | "Too Lost in You"    | Three | 10              | 13       | 6       | 11              |         |
| 2004 | 22 marca        |         | "In the Middle"      | Three | 8               | 13       | 3       | 30              |         |
| 2004 | 23 sierpnia     |         | "Caught in a Moment" | Three | 8               | 28       | 4       | 37              |         |